# Krug (champagne)
Krug è una delle più grandi case produttrici di champagne con sede a Reims, nella regione della Champagne-Ardenne.
Fondata nel 1843 da Johann-Joseph Krug, tedesco di Magonza trasferitosi nella Champagne, è oggi diretta dalla quinta generazione della famiglia Krug pur essendo di proprietà del gruppo LVMH, così come altre case come Moët & Chandon, Veuve Clicquot e Château d'Yquem.

Krug utilizza tutte e tre le varietà di vitigno consentiti per lo champagne: Chardonnay, Pinot nero e Pinot meunier, sebbene per La Grande Cuvée sia largamente prevalente lo Chardonnay. Il Krug Clos du Mesnil è realizzato esclusivamente con Chardonnay, mentre il Krug Clos d'Ambonnay esclusivamente con Pinot nero ("bianco da nero"), entrambi provenienti da un unico vigneto.

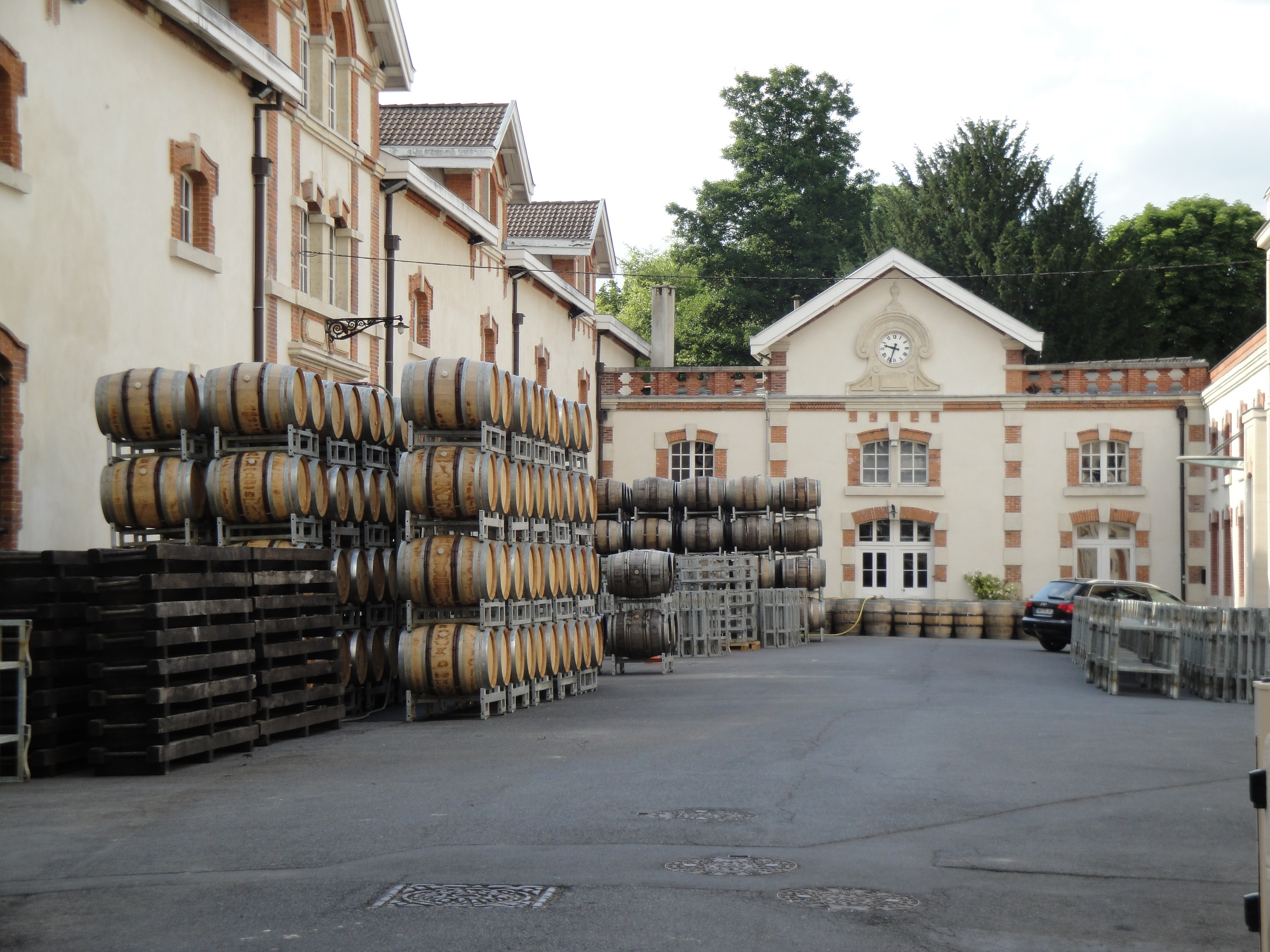
Botti di champagne nel cortile interno della Krug a Reims

## Prodotti
- La Grande Cuvée
- Krug Rosé
- Krug Millésimé
- Krug Clos du Mesnil
- Krug Clos d'Ambonnay
- Krug Collection